# Apamea atrosuffusa
Apamea atrosuffusa är en fjärilsart som beskrevs av Barnes och Mcdunnough 1913. Apamea atrosuffusa ingår i släktet Apamea och familjen nattflyn. Inga underarter finns listade i Catalogue of Life.